# Associação Atlética Ponte Preta
Maillots
Dernière mise à jour : 14 août 2025.
L'Associação Atlética Ponte Preta est un club brésilien de football basé à Campinas (État de São Paulo) dans le quartier de Ponte Preta. Ses supporters sont appelés les “pontepretanos”.
Son plus grand rival est un club de la même ville : le Guarani.
L’histoire de l’Associação Atlética Ponte Preta se confond avec la propre histoire du football au Brésil. Le club est celui qui a eu une activité continue pendant le plus de temps (d’autres clubs sont plus anciens mais pas dans l’activité football, par exemple : le Vasco da Gama existe depuis 1898 mais sa section football n’a débuté qu’en 1915).

## Histoire
Le club est fondé le 11 août 1900 par des étudiants d’un collège qui jouaient dans un terrain vague à ce nouveau jeu utilisant des balles de chiffon. Ce terrain se trouve près de la voie ferrée de l’actuelle FEPASA et de son pont de bois noir avec sa protection de goudron d’où le nom «Ponte preta» (pont noir) du quartier et aussi du club.
Le club se targue d'être la première démocratie raciale du football brésilien, ayant au début de son histoire des joueurs noirs et blancs dans son équipe. La situation était impensable au début de ce siècle. Les équipes qui pratiquaient le football au Brésil appartenaient à des clubs d'élite blancs. Certains d'entre eux avaient des règles qui interdisaient explicitement la présence de Noirs dans leurs rangs. 
En 1951, le club est devenu champion amateur de l'État de São Paulo, restant 45 matchs sans défaite. En 1970, 1977, 1979, 1981, 2008 et 2017, AA Ponte Preta est devenu le vice-champion de l'État de São Paulo. Dans la coupe nationale, la Copa do Brasil, Ponte Preta a été demi-finaliste en 2001. Dans le championnat national de football, le club a terminé troisième en 1981 après avoir perdu 2-3 et 1-0 en demi-finale contre les futurs champions Gremio Porto Alegre.
En 2013, Ponte Preta a atteint la finale de la Copa Sudamericana 2013. C'était la première participation du club à une coupe internationale. En finale Ponte Preta perd contre les Argentins de Lanús.
Après sa relégation de Serie A en fin de saison 2017, Ponte Preta joue depuis 2018 en Serie B.

## Palmarès
- Copa Sudamericana
  - Finaliste : 2013

- Campeonato Paulista Série A2 :
  - Champion : 1927, 1933, 1969, 2023

- Copa Sao Paulo Futebol Jr.
  - Champion : 1981, 1982

## Stade
Le stade de la Ponte Preta est le Stade Moisés Lucarelli aussi appelé le Majestueux, il fut inauguré en 1948. Son surnom vient du fait qu’il était un des plus grands du Brésil lors de sa construction.

## Anciens joueurs
- Carlos
- Dadá Maravilha
- Dicá
- Guilherme Andrade
- Luís Fabiano
- Mineiro
- Oscar
- Pablo
- Valdir Peres
- Polozzi
- Raí
- Tiago Alves
- Uendel
- Washington

## Divers

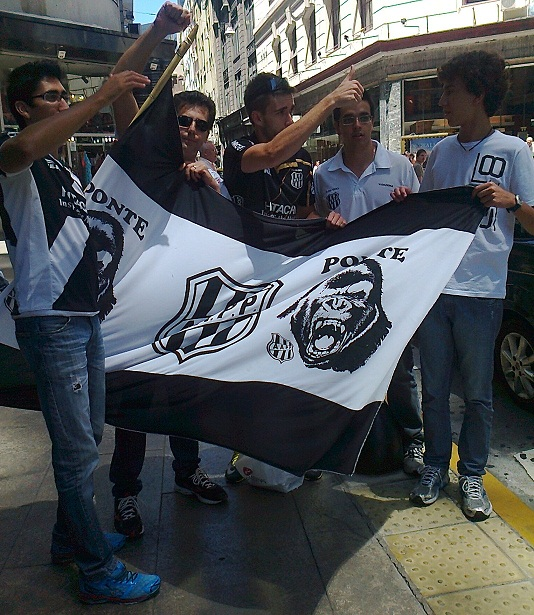
Ponte Preta fans in Buenos Aires. Copa Sudamericana vs Lanús. 11 december 2013.

- Ponte Preta est le plus ancien club de football au Brésil.
- Ponte Preta fut le premier club de l’intérieur (en dehors des capitales d’État) à participer à un championnat brésilien de football.
- Ponte Preta est aussi le nom de clubs de football dans les villes de Indaiatuba et Novo Horizonte et d'un club de football en salle en Norvège.
- Ponte Preta est aussi le nom d’une cité du Rio Grande do Sul.
- C’est la « Première démocratie raciale du monde » reconnue même par la FIFA[2].
- La mascotte originale du club est une femelle de singe parce que ce fut un des premiers clubs à accepter des noirs et d’avoir été refusé pour cela dans diverses compétitions[1].